# Lake Clark nationalpark
Lake Clark nationalpark ligger i delstaten Alaska i USA. Parken sträcker sig över Lake and Peninsula Borough, Kenai Peninsula Borough, Bethel Census Area och Matanuska-Susitna Borough. 
Som så många platser i Alaska så går det inte att ta sig till området med bil. Man får flyga till närmsta by och vandra därifrån.